# Paul Couturier
Paul Francisque Marius Irénée Couturier, OblSB (29. července 1881, Lyon – 24. března 1953, Lyon) byl francouzský římskokatolický kněz a teolog, označovaný za „duchovního otce ekumenismu“, který stál u zrodu Týdne modliteb za jednotu křesťanů. V anglikánské církvi je uctíván jako svatý.

## Život
Paul Couturier se narodil v rodině francouzských podnikatelů, vstoupil do společnosti „Kněží svatého Ireneje“ a v roce 1906 se stal knězem. Poté, co se začal v roce 1923 starat o uprchlíky ze sovětského Ruska, objevil bohatství a krásu pravoslavného křesťanství. V roce 1932 se zúčastnil duchovních cvičení v benediktinském převorství v belgickém Amay (dnešní Opatství Chevetogne), kde se seznámil s ekumenickým hnutím v dílech jeho předchůdců, jimiž byli Dom Lambert Beauduin a kardinál Mercier. Následujícího roku se stal benediktinským oblátem se jménem Benoît-Irénée a začal organizovat modlitby za jednotu křesťanů. Od roku 1934 organizoval oktáv modliteb za jednotu křesťanů, po anglikánském vzoru ve dnech 18. - 25. ledna: v roce 1939 se z ní vyvine Týden modliteb za jednotu křesťanů, v němž křesťané prosí za „jednotu, jakou chce Bůh a prostředky, jaké chce Bůh“. Od roku 1936 organizoval Couturier ekumenické setkání křesťanských teologů, které bude známé jako „Groupe des Dombes“ (skupina z Dombes). V roce 1944 byl krátce zajat nacisty. Je autorem několika zásadních textů o ekumenismu. V roce 1952 jej melchitský patriarcha Maximos IV. Saïgh jmenoval archimandritou. Paul Couturier zemřel v roce 1953 na srdeční selhání ve věku 72 let.

## Dílo
- Paul Couturier, Prière et unité chrétienne. Testament œcuménique, Paris, Cerf, 2003
- Paul Couturier, Œcuménisme spirituel, Tournai, Casterman, 1963